# Benedict Arnold
Benedict Arnold (14. ledna 1741 – 14. června 1801) byl generál v době americké revoluce. Nejprve bojoval na straně povstalců v Kontinentální armádě, v roce 1780 však přešel na stranu Britů a stal se brigádním generálem.
Arnold se narodil v Connecticutu a před vypuknutím války byl obchodníkem a vlastníkem lodí, přepravujících zboží přes Atlantik. Roku 1775 se připojil k povstaleckým sborům a brzy se vyznamenal inteligencí a statečností. Po bitvě u Ridgefieldu (1776) byl povýšen na generála, v bitvě u Saratogy (1777) utrpěl zranění nohy, které na několik let zbrzdilo jeho vojenskou kariéru.
Nedostatek uznání, nesouhlas s politikou vlády a pomluvy, které vedly k jeho vyšetřování Kongresem, podryly jeho loajalitu a Arnold se rozhodl změnit strany. V červenci 1780 mu bylo svěřeno velení pevnosti West Point a Arnold zahájil tajné jednání s Brity o tom, že jim pevnost vydá. Intrika byla odhalena, ale Arnoldovi se podařilo včas uprchnout k Britům. Od nich obdržel hodnost brigádního generála, přes 6000 liber v hotovosti a roční penzi 360 liber šterlinků. Velel pak britským vojskům ve Virginii a v Connecticutu. Když válka skončila britskou porážkou, odstěhoval se v zimě roku 1782 do Londýna. Roku 1787 se vrátil k obchodování a podnikal spolu se syny Richardem a Henrym. Na odpočinek odešel roku 1791. Generál Arnold je dodnes vnímán ve Spojených státech jako symbol zrady.